# Kraftwerk Drogenbos
Das Kraftwerk Drogenbos ist ein GuD-Kraftwerk in der Gemeinde Drogenbos, Provinz Flämisch-Brabant, Belgien und liegt am Kanal Charleroi-Brüssel.
Die installierte Leistung des Kraftwerks beträgt 460 MW. Es ist im Besitz von Engie Electrabel und wird auch von Engie Electrabel betrieben. Das Kraftwerk sollte im Oktober 2015 (bzw. im November 2017) wegen mangelnder Rentabilität stillgelegt werden.
Wird jedoch weiterhin mit einer geringeren Leistung von etwa 230 MW als Reservekraftwerk betrieben.

## Geschichte
Das erste Kraftwerk in Drogenbos wurde 1911 von den Briten „Continental de gas et d'électricité“ gebaut. Das Steinkohlekraftwerk hatte eine Leistung von 500 kW und wurde erst 1929 ans Netz angeschlossen. Nach verschiedenen Erweiterungen wurde 1976 die erste Gasturbine (Block 1) installiert. Der Bau eines modernen Dampf- und Gaskraftwerks (Block 2) begann im Jahr 1991 und ging 1993 in Betrieb.

## Kraftwerksblöcke
Das Kraftwerk besteht aus zwei Blöcken. Die folgende Tabelle gibt einen Überblick:
| Block | Einheit | Max. Leistung (MW) | Betriebsbeginn | Turbine    | Generator | Dampfkessel | Status      |
| ----- | ------- | ------------------ | -------------- | ---------- | --------- | ----------- | ----------- |
| 1     |         | 78                 | 1976           | Gasturbine |           |             | stillgelegt |
| 2     | 1       | 145                | 1993           | Siemens    |           |             |             |
|       | 2       | 145                |                | Siemens    |           |             |             |
|       | 3       | 170                |                | Alstom     |           |             |             |

Der Block 2 besteht aus drei Gasturbinen sowie einer nachgeschalteten Dampfturbine. An den Gasturbinen ist jeweils ein Abhitzedampferzeuger angeschlossen; die Abhitzedampferzeuger versorgen dann die Dampfturbine.

## Sonstiges
Auf dem Kraftwerksgelände wurde 2017 Batterien mit einer Speicherkapazität von 20 MWh zu Testzwecken errichtet. Die Anlage wurde am 11. November 2017 durch einen Brand zerstört.
Seit der Jahrtausendwende nisten auf dem Kühlturm Wanderfalken. Im Jahr 2013 hatten sie bereits 22 Falken in 70 m Höhe aufgezogen. Im Jahr 2005 wurde der Turm mit fast 100.000 LEDs (grün, rot und blau) geschmückt, verteilt auf 57 Lichtlinien.